# 鲁梅尼勒-布泰耶
鲁梅尼勒-布泰耶（法語：Rouxmesnil-Bouteilles，法語發音：[ʁumenil butɛj]）是法国滨海塞纳省的一个市镇，属于迪耶普区。该市镇于1822年由原市镇鲁梅尼勒（Roux-Mesnil）和布泰耶（Bouteilles）合并而成

## 地理
鲁梅尼勒-布泰耶（49°54'19"N, 1°5'25"E）面积5.63 平方千米，位于法国诺曼底大区滨海塞纳省，该省份为法国北部沿海省份，其西部及北部濒大西洋英吉利海峡，东起顺时针与索姆省、瓦兹省、厄尔省和卡爾瓦多斯省接壤。
与鲁梅尼勒-布泰耶接壤的市镇（或旧市镇、城区）包括：阿尔克拉巴塔耶、迪耶普、马丹埃格利斯、锡河畔圣欧班。
鲁梅尼勒-布泰耶的时区为UTC+01:00、UTC+02:00（夏令时）。

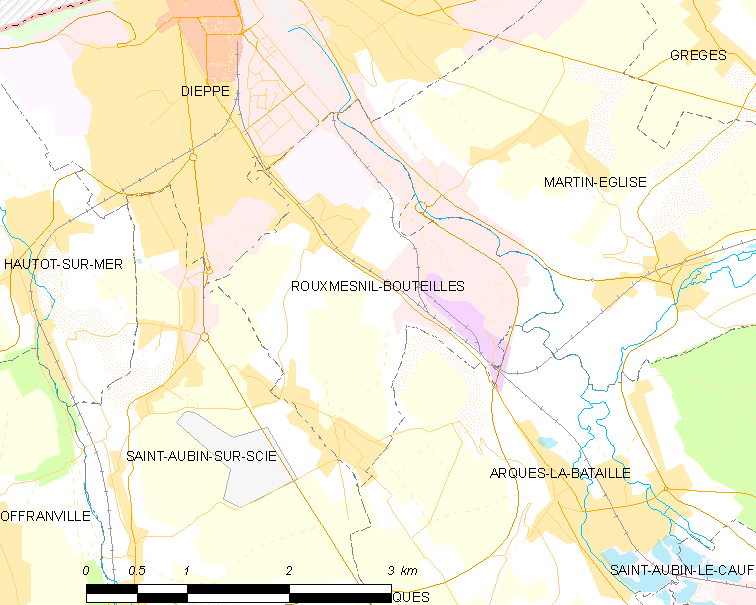
鲁梅尼勒-布泰耶的OSM定位图

## 行政
鲁梅尼勒-布泰耶的邮政编码为76370，INSEE市镇编码为76545。

## 政治
鲁梅尼勒-布泰耶所属的省级选区为迪耶普第一县。

## 人口

1962-2008年间鲁梅尼勒-布泰耶人口变化图示

鲁梅尼勒-布泰耶于2022年1月1日时的人口数量为1806人。